# Operation Chevrolet
Unter dem Decknamen Operation Chevrolet (auch: Operation Red Coalition) wurde angeblich 2011 ein (letztlich vereiteltes) Attentat auf Adel al-Dschubeir, den Botschafter Saudi-Arabiens in den Vereinigten Staaten, geplant.

## Geschichte
Am 11. Oktober 2011 verkündete der US-amerikanische Justizminister Eric Holder vor der Presse, dass zwei iranische Agenten einen Bombenanschlag in Washington geplant hätten. Ihr Ziel sei es gewesen, den Botschafter Saudi-Arabiens zu töten. Wenig später verkündete US-Präsident Barack Obama, dass, selbst wenn hohe iranische Regierungskreise nichts von dem Plan gewusst hätten, diese die Verantwortung trügen.
Als mutmaßliche Drahtzieher gelten laut US-Behörden Manssor Arbabsiar, der sowohl die US-amerikanische als auch die iranische Staatsbürgerschaft besitzt, und Gholam Shakuri. Das amerikanische Justizministerium vermutet auch Elemente der iranischen Führung, insbesondere die der Revolutionsgarde unterstellte Al-Quds-Einheit, deren hochrangiges Mitglied Shakuri ist, hinter dem Attentat.
Benannt wurde das Komplott Medien zufolge nach der Automarke Chevrolet, da einer der beiden mutmaßlichen Täter, Manssor Arbabisar, Autohändler war.
Al-Dschubeir sollte bei einem Bombenanschlag auf ein von ihm häufiger besuchtes Restaurant in Washington, D.C. getötet werden. Arbabisar wandte sich deshalb an vermeintliche Mitglieder des mexikanischen Drogenkartells Los Zetas, die den Anschlag ausführen und dafür 1,5 Mio. $ erhalten sollten. Tatsächlich geriet er jedoch an einen Informanten der US-Anti-Drogenbehörde DEA, die das FBI einschaltete. Arbabisar wurde am 29. September auf dem New Yorker John-F.-Kennedy-Flughafen festgenommen, Shakuri befindet sich auf der Flucht.  Publik gemacht wurden die Anschlagspläne am 11. Oktober 2011.
Am 20. Oktober wurden Manssor Arbabsiar und Gholam Shakuri von der Staatsanwaltschaft in New York wegen Plänen für einen Mord an einem ausländischen Beamten, dem geplanten Einsatz von Massenvernichtungswaffen sowie grenzüberschreitenden Terrorismus angeklagt. Am 24. Oktober bekannte sich Arbabsiar „nicht schuldig“.
Am 16. November legte Saudi-Arabien der Generalversammlung der Vereinten Nationen einen Entwurf für eine Resolution vor, nach der die Vorgänge verurteilt und die Beteiligten isoliert werden sollten.